# Cikánka (obraz)
Cikánka (francouzsky La Bohémienne, nizozemsky Zigeunermeisje) je obraz, jehož autorem je holandský malíř Frans Hals. Obraz byl vytvořen mezi lety 1628 a 1630. Představuje mladou smějící se Cikánku. Olejomalba na dřevě se nachází v pařížském muzeu Louvre.